# 蓝短翅鸫 (爪哇)
蓝短翅鸫（学名：Brachypteryx montana），为鶲科短翅鸫属的鸟类，是印度尼西亚爪哇岛的特有物种，短翅鸫属除锈腹短翅鸫和白喉短翅鸫外的所有物种都曾被归类为本种，它们被提升为种后的蓝短翅鸫是单型物种，没有亚种分化。